# Estat de Zamfara
L'estat de Zamfara és un dels estats de Nigèria al nord-oest del país, amb capital a Gusau. Es va crear per segregació de l'estat de Sokoto l'1 d'octubre de 1996, durant el govern del General Sani Abacha. La superfície és de 29.762 km² i la població al cens de 2006 era de 3.278.873 i estimada el 2011 de 3.838.160 habitants.

## Administració
Està dividit en 14 àrees de govern local (LGA) que són; Anka, Bakura, Birnin Magaji, Bukkuyum, Bungudu, Tsafe, Gummi, Gusau, Kaura Namoda, Maradun, Maru, Shinkafi, Talata Mafara i Zurmi.
I inclou 17 emirats amb els seus corresponents consells: Anka, Kaura Namoda, Zurmi, Moriki, Bukkuyum, Gummi, Bakura, Maru, Dan Sadau, Bungudu, Kotarkoshi, Birnin Magaji, Shinkafi, Gusau, Talata Mafara, Maradun i Tsafe.

## Economia i població
És un estat agrícola. La població és haussa i fulbe o fulani, amb pobles menors com els zamfares o zamfarawa, els gobires o gobirawa, els burmawa, els katsinawa, garewawa, hadejawa i alibawa. Gairebé tots els habitants són musulmans (l'estat es regeix per la xària, havent estat el primer estat a reintroduir-la). La llengua oficial és l'anglès però la llengua més parlada és el haussa, seguit del fulfulde (ful) i l'àrab.